# Geocaryum capillifolium
Geocaryum capillifolium är en flockblommig växtart som först beskrevs av Giovanni Gussone, och fick sitt nu gällande namn av Ernest Saint-Charles Cosson. Geocaryum capillifolium ingår i släktet Geocaryum och familjen flockblommiga växter. Inga underarter finns listade i Catalogue of Life.